# Relazioni bilaterali tra Italia e Svizzera
Le relazioni bilaterali tra Italia e Svizzera fanno riferimento ai rapporti diplomatici fra la Repubblica Italiana e la Confederazione svizzera, attualmente regolati da una complessa serie di trattati (inclusi quelli tra la Svizzera e l'Unione europea, di cui fa parte l'Italia). L'Italia ha una propria ambasciata a Berna, tre consolati generali a Ginevra, Lugano e Zurigo e un consolato a Basilea; la Svizzera ha una propria ambasciata a Roma, un consolato generale a Milano e undici consolati onorari a Bari, Bergamo, Bologna, Cagliari, Catania, Firenze, Genova, Napoli, Padova, Torino e Venezia.
I due paesi condividono un lungo confine tra le Alpi e tre lingue (l'italiano è una delle quattro lingue ufficiali in Svizzera, il tedesco e il francese sono minoranze linguistiche riconosciute in Italia). Vi sono 48.000 svizzeri residenti in Italia e gli italiani sono il principale gruppo di stranieri residenti in Svizzera: 500.000, inclusi quelli con la doppia cittadinanza. La Svizzera è stata la meta di numerosi emigrati italiani nel XIX secolo e, tra gli anni '50 e '70 del '900, metà degli stranieri in Svizzera era di origine italiana. In Italia inoltre è presente il maggior numero di scuole svizzere del mondo.
L'Italia è il secondo partner commerciale della Svizzera e la Svizzera è l'8º maggior investitore in Italia (22 miliardi di franchi svizzeri) creando 78.000 posti di lavoro. L'Italia investe 6 miliardi di franchi in Svizzera, con la creazione di 13.000 posti. Pur non essendo membro dell'Unione Europea, la Svizzera aderisce al Trattato di Schengen, che abolisce i controlli alle frontiere.